# آرون غارسيا (ملاكم)
آرون غارسيا (بالإنجليزية: Aaron Garcia) مواليد 14 يونيو 1982 في فيستا، هو ملاكم محترف أمريكي يصنف ضمن فئة وزن الريشة.

## إحصائيات
خاض خلال مسيرته 10 نزالا، فاز في 10 وتعادل في 2 وخسر في 1. فاز بالضربة القاضية في 2 نزالا.

## روابط خارجية
- آرون غارسيا على موقع بوكس ريك (الإنجليزية) (registration required)